# Порублев, Игорь Владимирович
И́горь Влади́мирович Пору́блев (род. 21 марта 1965 года) — российский сценарист, режиссёр. Лауреат кинопремии «Ника» в категории «Лучший сценарий» (2007).

## Биография
Игорь Порублев родился 21 марта 1965 года в посёлке Гигант Сальского района Ростовской области. Выпускник Ростовского государственного университета (отделение журналистики, 1993) и Высших курсов сценаристов и режиссёров (мастерская Александра Прошкина, 1995). Учился на одном курсе с Александром Велединским и Алексеем Сидоровым
, с которыми впоследствии участвовал в нескольких совместных кинопроектах.
Свой первый короткометражный фильм «Мёд. Вода», снятый в 1994 году по собственному сценарию, Порублев представил на конкурсе студенческих работ «Святая Анна» и получил за него третью премию в разделе «Игровое кино».
Наиболее плодотворным для Порублева стал 2002 год, когда почти одновременно на экраны вышли три фильма, в создании которых он участвовал: криминальная драма «Закон» (автор сценария), гангстерская сага «Бригада» (автор сценария) и приключенческий сериал «Тайга. Курс выживания» (автор сценария, режиссёр).
Следующей заметной лентой Порублева стала мистическая драма «Живой» (2006), получившая значительное количество рецензий и наград.
В дальнейшем Игорь Владимирович отошёл от практикуемой им прежде работы с соавторами, и в картинах («Переводчик», «Прыжок ангела», «22 минуты») он выступал в качестве единственного сценариста.

## «Бригада»
Сериал, над которым Порублев работал вместе с однокурсниками Велединским и Сидоровым, долгое время являлся предметом дискуссий. Критики ставили ему в упрёк то, что он весь соткан из киноцитат, проводили параллели с лентами «Однажды в Америке», «Крёстный отец», «Генералы песчаных карьеров». Коренное отличие от упомянутых картин заключается, по мнению рецензента журнала «Сеанс», в том, что там судьба героя — его собственный выбор, а «в „Бригаде“ вина перекладывается на страшное время».
В 2003 году «Бригаду» «из-за пропаганды насилия» не допустили до участия в кинофестивале «Сполохи»; в то же время организаторы мероприятия отдали Гран-при другому фильму Игоря Порублева — «Тайга. Курс выживания».
В апреле 2014-го зампред комитета Госдумы по энергетике Олег Михеев подготовил поправки в закон об информации, согласно которым нужно наложить запрет на «пропаганду насилия и преступлений в публичной сфере». Как считают некоторые СМИ, инициатива касается в первую очередь сериала «Бригада».

## «Живой»
Картина о солдате, за которым бродят призраки погибших товарищей, вызвала много откликов. К числу рецензентов, которые безоговорочно её приняли, относится Павел Черноморский, считающий, что это «страшный и очень хороший фильм, который представляется не вполне этичным как-то комментировать», а также Андрей Шемякин, увидевший в ленте новое «Покаяние».
В то же время кинокритик Елена Плахова отметила, что зафиксированный в ленте «болевой синдром» был заглушён «раскатами попсы», а Станислав Зельвенский обнаружил в ней «много фальшивых нот на грани и за гранью пошлости».

Это главный — пока что — фильм о чеченской войне, исполненный в жанре «праздника общей беды». Один из редких-редких в нашем кино, в котором <…> есть настоящий катарсис
. — киновед Михаил Трофименков

## «Переводчик»
Когда продюсер Рубен Дишдишян предложил режиссёру Андрею Прошкину снять ремейк немецко-французской ленты «Старое ружьё», тот обратился к ученику своего отца — Игорю Порублеву. Игорь Владимирович создал совершенно другой сюжет. В его истории действует не хирург, как у Роберо Энрико, а скромный школьный учитель, решающийся на месть потому, что так сложились обстоятельства.

## «22 минуты»
Изначально предполагалось, что в основу сюжета лягут подлинные события, связанные с захватом российского танкера пиратами в Аденском заливе. Однако Игорь Порублев достаточно далеко отошёл от реальных перипетий, включив в сценарий почти былинного персонажа Саню Ежова. Кроме того, фильм был неоднократно перемонтирован, в результате чего возникли сюжетные нестыковки — «герой в хронологически связанных сценах одет в разную одежду, а кровоподтёк на его лбу магическим образом исчезает».
В феврале 2014 года продюсер ленты Алексей Сидоров, убеждённый, что «всё это напоминает саботаж» со стороны компании-заказчика «Централ Партнёршип», написал открытое письмо министру культуры РФ Владимиру Мединскому с просьбой обратить внимание на картину «22 минуты».
В апреле 2014 года с открытым письмом обратились также представители съёмочной группы, заверившие общественность, что «выходящая в прокат 8 мая 2014 года версия фильма „22 минуты“ не имеет ничего общего с тем, что мы планировали и создавали»
. Подписей режиссёра Василия Серикова и сценариста Игоря Порублева под письмом нет.

## Фильмография
| Год  | Фильм                   | Участие            |
| ---- | ----------------------- | ------------------ |
| 1995 | «Мёд. Вода»             | Сценарист режиссёр |
| 2002 | «Тайга. Курс выживания» | Сценарист режиссёр |
| 2002 | «Закон»                 | Сценарист          |
| 2002 | «Бригада»               | Сценарист          |
| 2006 | «Сдвиг»                 | Сценарист          |
| 2006 | «С Дона выдачи нет»     | Сценарист          |
| 2008 | «Живой»                 | Сценарист          |
| 2013 | «Переводчик»            | Сценарист          |
| 2014 | «22 минуты»             | Сценарист          |

## Награды
- 1995 «Мёд. Вода» — 3-я премия на конкурсе студенческих работ «Святая Анна»[12]
- 2003 «Тайга. Курс выживания» — Гран-при на кинофестивале «Сполохи». (Награду получил продюсер фильма Валерий Тодоровский.)
- 2006 «Живой» — приз имени Григория Горина за лучший сценарий на фестивале «Кинотавр»
- 2007 «Живой» — лауреат кинопремии «Ника» в номинации «Лучший сценарий»
- 2007 «Живой» — кинопремия «Золотой орёл», номинация «За лучший сценарий»